# Ачоли (народ)

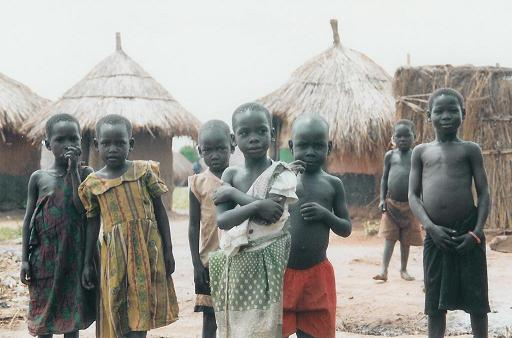
Дети Ачоли в лагере ВПЛ в Китгуме

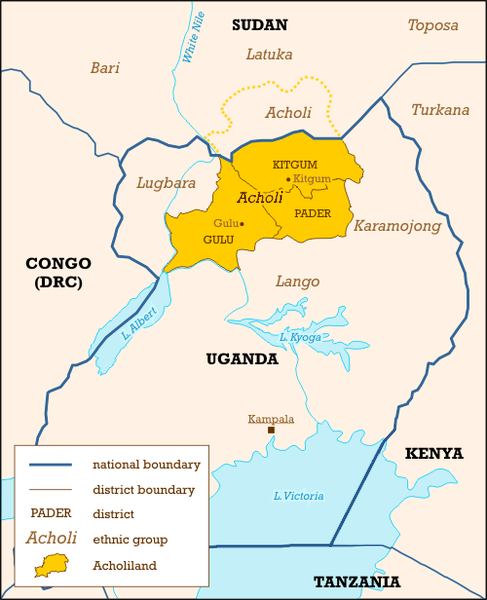
Этносубрегион Ачолиленд на севере Уганды

Ачоли — нилотская этническая группа, проживающая в районах Гулу, Китгум и Падер на севере Уганды (так называемый Ачолиланд, англ. Acholiland), и в районе Мегве в южном Судане.

## Численность и расселение
По переписи населения 1991 года в Уганде было зарегистрировано 746 796 ачоли; остальные 45 000 человек проживают вне Уганды. По переписи 2002 года в Уганде было зафикировано 1 145 357 ачоли. Населяют этносубрегион Ачолиленд (англ. Acholiland), в который входят следующие округа Северной области: Гулу, Падер, Агаго (бывший восточной частью округа Падер), Китгом, Ламво (бывший западной частью округа Китгом), а также Амуру.

## Язык
Язык ачоли — западнонилотский язык, группы луо (южные луо), взаимопонимаем с ланго и другими языками луо.
«Песнь Лавино», одно из наиболее известных произведений угандийской литературы, была написана Окотом п’Битеком на ачоли, а позже переведена на английский язык.

## История
Ачоли — народ группы луо, которые, согласно преданиям, пришли в северную Уганду из региона Бахр-эль-Газаль (англ. Bahr el Ghazal) в южном Судане. Начиная c конца XVII века, среди народов луо проживающих в северной Уганде развивался новый социополитический строй, который главным образом характеризовался формированием положения главы племени, возглавляемого рводи (ед. ч. Rwot, правитель). К середине XIX века, в восточном Ачолиланде существовало приблизительно 60 маленьких поселений со своими вождями. В течение второй половины XIX столетия арабоговорящие торговцы с севера начали называть их Shooli, термин, который преобразовался в ачоли.

## Традиционная культура
Ачоли сохраняют традиционное отгонное скотоводство (овцы, козы, длиннорогие породы крупного рогатого скота). Однако главной отраслью хозяйства народа стало ручное тропическое земледелие. Главные культуры: просо, сорго, бобовые, кунжут, маниок.